# San Sebastián (El Greco, antiguamente en Bucarest)
Esta versión de San Sebastián —o bien el Martirio de San Sebastián— antiguamente en el Palacio Real de Bucarest, es una de las tres obras conservadas del Greco sobre este tema, siendo las otras dos: San Sebastián (El Greco, Museo del Prado) y San Sebastián (El Greco, Palencia).

## Tema de la obra
Una leyenda sin base histórica, seguramente escrita a principios del siglo V y posteriormente adscrita a Ambrosio de Milán, relata que Sebastián de Milán era un oficial de la Guardia Pretoriana. En el año 286 se descubrió que era cristiano, siendo entregado a unos arqueros mauritanos, quienes lo asaetearon. Sebastián sobrevivió y fue curado por Santa Irene. Finalmente, fue golpeado hasta la muerte a bastonazos.

## Análisis de la obra
- Material y técnica: pintura al óleo sobre lienzo;
- Datación: hacia 1600-1605;
- Dimensiones: formato ovalado de 89 x 68 cm;
- Actualmente este lienzo tiene formato ovalado. Probablemente tenía el usual formato rectangular, y fue mutilado en una fecha indeterminada, dándole la su forma actual.
- Consta con el n º. 280 en el catálogo razonado de Harold Wethey y con el n º. 122 en el de Tiziana Frati.[3]

El lienzo perdió las veladuras, debido a limpiezas abusivas.Tal y como está actualmente, en esta versión San Sebastián aparece de tres cuartos, atado a un árbol, delante un fondo de celaje. En su estado original, probablemente era una figura de cuerpo entero como en el lienzo San Sebastián (El Greco, Museo del Prado). El Greco representa al mártir como a un joven casi adolescente, de cuerpo grácil y de suave hermosura. A pesar de las flechas que tiene clavadas, apenas aparecen algunas gotas de sangre. De hecho, tanto su rostro como su cuerpo parecen ajenos al martirio, sin manifestar signos de dolor físico.
Esta imagen está, en cierta forma, desprovista de la sensualidad con la cual fue a menudo representada en la Pintura renacentista italiana y carece tanto de elementos arqueológicos como de cualquier tipo de escenografía, aparte del indispensable árbol en el que está atado el mártir. De esta manera, el Greco consigue una cierta objetividad, superior a la de otros artistas.